# Jovem Pan FM Varginha
Jovem Pan FM Varginha é uma emissora de rádio brasileira concessionada e sediada em Varginha, cidade do estado do Minas Gerais. Opera no dial FM na frequência 107.3 MHz, originada da migração AM-FM e é afiliada à Jovem Pan FM.

## História
A" pioneira do sul de Minas" nasceu em 19 de julho de 1941, na frequência AM 1210 kHz pelos empresários Armando Nogueira, Francisco de Souza Pinto, Antônio Lourenço, entre outros que fizeram a história do rádio na região.
Silas Sampaio foi o primeiro empreendedor e pioneiro da comunicação em Varginha, que modernizou e organizou a programação da mesma, com a criação dos programas: Espelho do Sul de Minas, Chave de Ouro, Rádio Variedades e o famoso programa Varginha em Foco, o mais tradicional do jornalismo radiofônico e que continua desde 1951 até os dias atuais. Além desses programas, um deles era destaque também, o Sertanejo do Zé Picuá, apresentado por Zé Picuá, apelido de Sebastião Rodrigues (in memória), o programa atraiu muitos ouvintes que curtia seu programa que era durante a semana ás 10h da manhã, seu famoso bordão ecoava nos microfones da emissora "Etâ mundão vêio aberto sem porteira".
Depois da criação da Rádio Clube em FM 99.3 no ano de 1987, no ano de 1997, tanto a AM quanto a FM receberam um aumento significativo de potência, indo de 1.000 W para 10.000 W, operando com novos transmissores.
Apesar da Clube AM ser conhecida a nível nacional com um grande legado, ao passar dos anos a emissora acabou decaindo e sua programação foi perdendo espaço e de lá até os anos atuais, a programação não passou ser mais ao vivo na faixa AM, tendo a maior parte da programação com um vitrolão de músicas sertanejas, adultas e evangélicas, além da retransmissão dos seguintes programas: o Experiência de Deus com Padre Reginaldo Manzotti e o Programa Cadeia da Prece exibido na Clube FM.
No inicio de 2019, a Anatel liberou a frequência FM 107.3, para a migração da mesma. No mesmo ano, morreu um dos grandes locutores que fez parte da Rádio Clube desde a época de 1990 e que conquistou diversos ouvintes com seus bordões irreverentes, Demarco Tadeu de Souza sofreu uma parada cardíaca no hospital.
A migração da emissora, só ocorreu em 8 de maio de 2020, em fase experimental, ainda com a mesma programação do AM. Em julho de 2020, foi confirmada a afiliação à Jovem Pan FM.